# Remastersys
Remastersys ist eine freie Software für Debian und Ubuntu mit folgenden Funktionen:
- Erstellung von angepassten Live-CDs oder DVDs (Remasters) von Ubuntu und seinen Derivaten.
- Sicherungen von ganzen Systemen, einschließlich der Benutzer-Daten, auf installierbare Live-CDs.

Das Programm ist in einer Kommandozeilen-Version und einer Version mit grafischer Oberfläche erhältlich. Ubuntu und Ubuntu-basierte Distributionen werden derzeit unterstützt.

## Geschichte
Remastersys wurde ursprünglich programmiert, um einfach Sicherungen oder Kopien einer laufenden Ubuntu-Installation zu erstellen. Die Idee kam von dem Skript mklivecd, das von Mandriva genutzt wird und dem remasterme-Skript für PCLinuxOS. Das Programm wurde von Grund auf neu geschrieben, da diese Skripte nicht einfach portierbar waren.
Im April 2013 wurde die Weiterentwicklung vom ursprünglichen Maintainer eingestellt. Ebenso im April 2013 entstand ein Fork des Projektes, bei dem die Sourcen erhältlich sind.